# Prix des lecteurs de la Grande Région
 (novembre 2023).
Si vous disposez d'ouvrages ou d'articles de référence ou si vous connaissez des sites web de qualité traitant du thème abordé ici, merci de compléter l'article en donnant les références utiles à sa vérifiabilité et en les liant à la section « Notes et références ».
Le prix des lecteurs de la Grande Région est un prix littéraire créé en 2007 par le Conseil régional de Lorraine, via le Centre régional du livre, en partenariat avec le Centre national de littérature du Luxembourg et le Service du livre luxembourgeois en Wallonie.
Ce prix est attribué annuellement par un jury composés de lecteurs de la Grande région.

## Liste des lauréats
- 2007 : Steve Rosa (France), pour Meurtres sur bristol, éditions Serpenoise.
- 2008 : Pierre Decock (Luxembourg), pour Toccata, édition Op der Lay.